# Hawkwind (альбом)
Hawkwind — дебютный студийный альбом британской рок-группы Hawkwind, записанный весной и выпущенный в августе 1970 года  лейблом Liberty (каталоговый номер — LBS 83348).

## История
Для работы над альбомом Hawkwind пригласили в студию Дика Тейлора, гитариста Pretty Things, который, кроме того, выступил с группой на нескольких концертах. После нескольких безуспешных попыток воссоздать в студии концертное звучание, продюсер попросил группу сыграть сет вживую.
Автором всех песен альбома был указан Дэйв Брок, что несколько удивило остальных участников, поскольку значительная их часть возникла в процессе джемминга. Начиная с 1996 года (когда вышел ремастеринг), авторами указываются все участники Hawkwind 1970 года.
Песенную основу альбома составили две композиции из раннего репертуара Дэйва Брока, «Hurry on Sundown» и «Mirror of Illision». Остальное пространство было заполнено отработанной в ходе концертов импровизацией под общим заголовком «Sunshine Special», разбитой на пять отдельных треков. На альбоме первая часть «Paranoia» длится около 1 минуты и завершается замедлением звука (как если бы остановили проигрыватель), затем продолжается на обороте альбома как «Paranoia (part 2)».

## Список композиций

### Сторона А
1. «Hurry on Sundown» (Brock/Hawkwind) 4:50
2. «The Reason Is?» (Brock/Hawkwind) 3:30
3. «Be Yourself» (Brock/Hawkwind) 8:09
4. «Paranoia (part 1)» (Brock/Hawkwind) 1:04

### Сторона B
1. «Paranoia (part 2)» (Brock/Hawkwind) 4:11
2. «Seeing It As You Really Are» (Brock/Hawkwind) 10:43
3. «Mirror of Illusion» (Brock/Hawkwind) 7:08

### Бонус-треки (1996 CD)
1. «Bring It On Home» (Willie Dixon) 3:18
2. «Hurry on Sundown» (демо Hawkwind) (Brock/Hawkwind) 5:06
3. «Kiss of the Velvet Whip» (aka «Sweet Mistress of Pain») (Brock/Hawkwind) 5:28
4. «Cymbaline» (Roger Waters) 4:04

### Переиздания
- 1970: Liberty Records, LBS83348, UK
- 1971: United Artists Records, UAS-5519, США
- 1975: Sunset Records, SLS50374, UK
- 1980: UA Rockfile, LBR1012
- 1984: Liberty Records, SLS1972921
- 1992: One Way Records, S2157658, США CD
- 1996: EMI Remasters, HAWKS1, UK CD

## Участники записи
- Dave Brock — гитара, клавишные, вокал
- Nik Turner — саксофон, флейта, вокал (на обложке 1970 года упомянут как Nick Turner)
- Mick Slattery — гитара (бонус-треки)
- Хью Ллойд-Лэнгтон — гитара, вокалa (на обложке 1970 года — Huw Lloyd)
- John A. Harrison — бас-гитара, вокал
- Dik Mik (Michael Davies) — синтезатор (на обложке 1970 года — Dikmik)
- Terry Ollis — ударные